# Friedrich August I. (Sachsen)

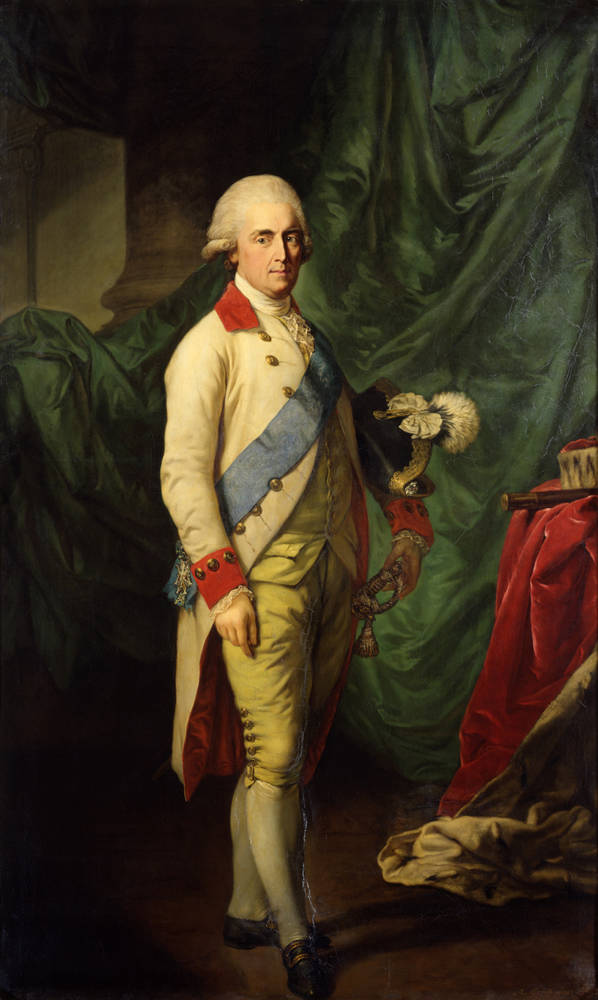
Anton Graff: Kurfürst Friedrich August III. von Sachsen, Öl auf Leinwand, 1795. Augusts Unterschrift:

Friedrich August I. Joseph Maria Anton Johann Nepomuk Aloys Xaver der Gerechte (* 23. Dezember 1750 in Dresden; † 5. Mai 1827 ebenda) war ab 1763 als Friedrich August III. Kurfürst und von 1806 bis zu seinem Tod als Friedrich August I. erster König von Sachsen. Er wurde 1791 zum König von Polen gewählt, amtierte jedoch nur von 1807 bis 1815 als Herzog von Warschau.

## Kurfürst von Sachsen und erwählter König von Polen

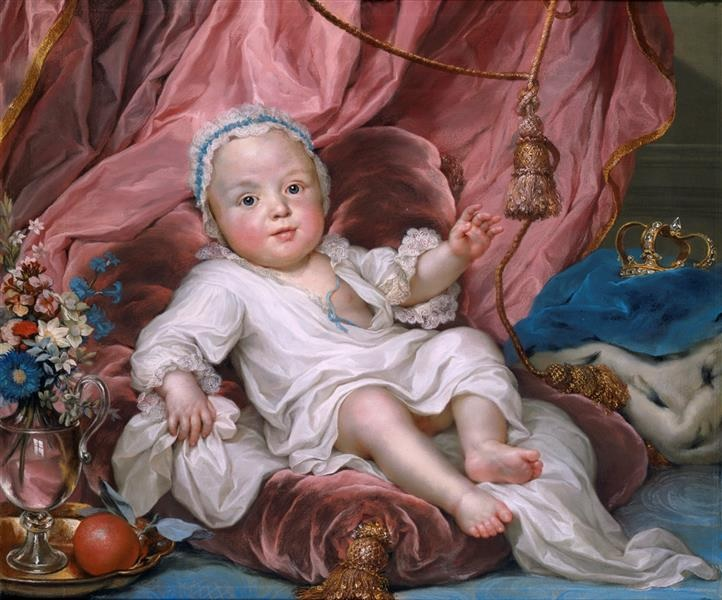
Friedrich August als Kind (1751), von Anton Raphael Mengs

### Herkunft
Friedrich August entstammt der albertinischen Linie. Er war der Sohn von Kurfürst Friedrich Christian von Sachsen und dessen Gemahlin Maria Antonia von Bayern. Nach dem Tod des Vaters 1763 vertraten ihn wegen Minderjährigkeit bis 1768 seine Mutter als vormundschaftliche Regentin und sein Onkel Prinz Franz Xaver als Kur-Administrator.

### Verzicht auf die polnische Königskrone

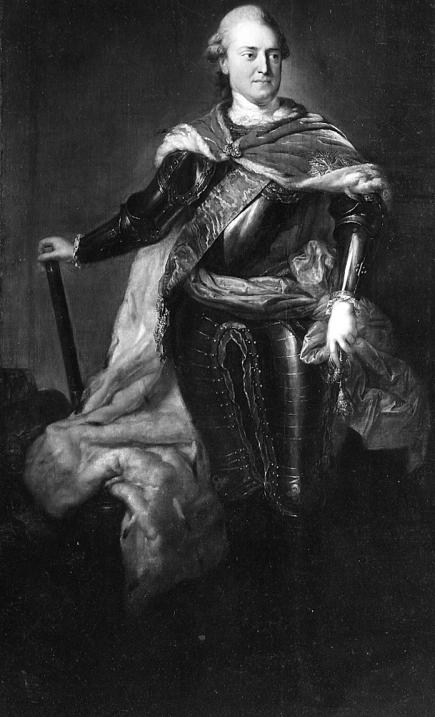
Kurfürst Friedrich August III. von Sachsen

1765 erklärte Prinzregent Franz Xaver für den unmündigen Herzog und Kurfürsten den Verzicht auf die polnische Königskrone zu Gunsten von Stanislaus II. August Poniatowski. Mit der Verabschiedung der polnischen Verfassung vom 3. Mai 1791 durch den Sejm wurde Friedrich August jedoch zum Nachfolger König Stanislaus’ II. ernannt und zugleich die Erbfolge des sächsischen Kurhauses für den polnischen Thron festgelegt (Artikel VII der polnischen Verfassung). Angesichts der schwierigen außenpolitischen Lage lehnte Friedrich August jedoch die Annahme der Krone ab, denn er befürchtete, als König von Polen in kriegerische Auseinandersetzungen mit Österreich, Preußen und Russland verwickelt zu werden, die bereits 1772 von Polen Gebietsabtretungen erzwungen hatten. Tatsächlich erfolgte bis 1795 und damit noch vor dem Ableben König Stanislaus II. die vollständige Aufteilung Polens unter den Nachbarmächten Österreich, Preußen und Russland.

### Außenpolitische Haltung bis zur Auflösung des Reiches
1791 arrangierte Friedrich August die Zusammenkunft von Kaiser Leopold II. und König Friedrich Wilhelm II. von Preußen auf Schloss Pillnitz, bei der u. a. eine Beistandserklärung für die französische Monarchie verabschiedet wurde. Diese Pillnitzer Deklaration enthielt auch die Aussicht auf ein militärisches Vorgehen gegen die französische Revolution und gab Frankreich den Anlass, Österreich im April 1792 den Krieg zu erklären. Friedrich August unterzeichnete die Pillnitzer Deklaration nicht.
Nach dem Tod des Kaisers Joseph II. am 20. Februar 1790 wurde Kurfürst Friedrich August III. neben Kurfürst Karl Theodor von Pfalz-Bayern zum ersten Mal Reichsvikar. Seine Amtszeit als Reichsverweser endete mit der Kaiserkrönung Leopolds II. in Frankfurt am Main am 9. Oktober 1790. Nach dem Tod von Kaiser Leopold II. am 1. März 1792 übte Friedrich August III. zum zweiten Mal mit Karl Theodor das Amt des Reichsvikars aus, das bis zur Krönung von dessen Nachfolger Kaiser Franz II. am 14. Juli 1792 für die Länder des sächsischen Rechtes andauerte. Seine Vikariatsmünzen sind am erweiterten Titel VICARIVS (1790) und PROVISOR (Reichsverweser) (1792) und auf der Rückseite am doppelköpfige Reichsadler mit dem kursächsischen Brustschild unter dem Kurhut erkennbar.
Dem im Juli 1792 zwischen Österreich und Preußen geschlossenen Verteidigungsbündnis gegen Frankreich trat Sachsen ebenfalls nicht bei. Die Ausrufung des Reichskrieges durch den Reichstag im März 1793 verpflichtete Friedrich August freilich zur Kriegsteilnahme. Als Preußen im April 1795 plötzlich auf Kosten des Reiches einen Separatfrieden mit Frankreich schloss, um ungehindert den Widerstand gegen die Aufteilung Polens brechen zu können, sorgte dies auch in Sachsen für Bestürzung. Nachdem weitere Reichsstände separate Friedensbündnisse mit Frankreich eingegangen und die Franzosen nach Osten vorgerückt waren, schied Sachsen im August 1796 aus dem Koalitionskrieg aus. Sowohl bei seinem Friedensschluss mit Frankreich, als auch auf dem Rastatter Kongress, der seit 1797 die Abtretung des linksrheinischen Reichsgebiets an Frankreich billigen sollte, ließ Friedrich August Treue zu den hergebrachten Verfassungsprinzipien des Reiches demonstrieren. Weder in Rastatt noch beim Reichsdeputationshauptschluss 1803 beteiligte sich Sachsen an dem allgemeinen Länderschacher, deren Hauptnutznießer Bayern, Preußen, Württemberg und Baden waren.

### Außenpolitische Haltung bis zum Friedensvertrag mit Napoleon
Auch an der Gründung des Rheinbundes, der zur endgültigen Auflösung des Reiches führte, beteiligte sich Friedrich August nicht. Gegenüber der preußischen Idee eines norddeutschen Kaiserreiches, innerhalb dessen Sachsen zum Königreich erhoben werden sollte, zeigte er sich gleichfalls reserviert. Als Napoleon jedoch in Reaktion auf ein Berliner Ultimatum, das den Rückzug der französischen Truppen auf linksrheinisches Gebiet forderte, seit September 1806 bis nach Thüringen vorrückte, vereinigte sich Friedrich August mit Preußen. In der Doppelschlacht von Jena und Auerstedt im Oktober 1806 erlitten die preußisch-sächsischen Truppen gegen Napoleon eine vernichtende Niederlage. Von Preußen, dessen Staats- und Armeeführung sich kopflos nach Osten abgesetzt hatte, völlig allein und auch ohne jede Nachricht gelassen, musste Friedrich August mit Napoleon, dessen Truppen alsbald Sachsen besetzten, Frieden schließen. Am 11. Dezember 1806 wurde in Posen durch die Bevollmächtigten beider Seiten der Frieden von Posen unterzeichnet: Sachsen trat dem Rheinbund bei, wurde wie zuvor Bayern und Württemberg zum Königreich erhoben und erhielt den bisher preußischen Landkreis Cottbus zugesagt, wofür es kleinere Gebiete dem neu zu errichtenden Königreich Westphalen zu überlassen hatte.

## König von Sachsen und Herzog von Warschau

### Erhebung zum sächsisch-polnischen Herrscher

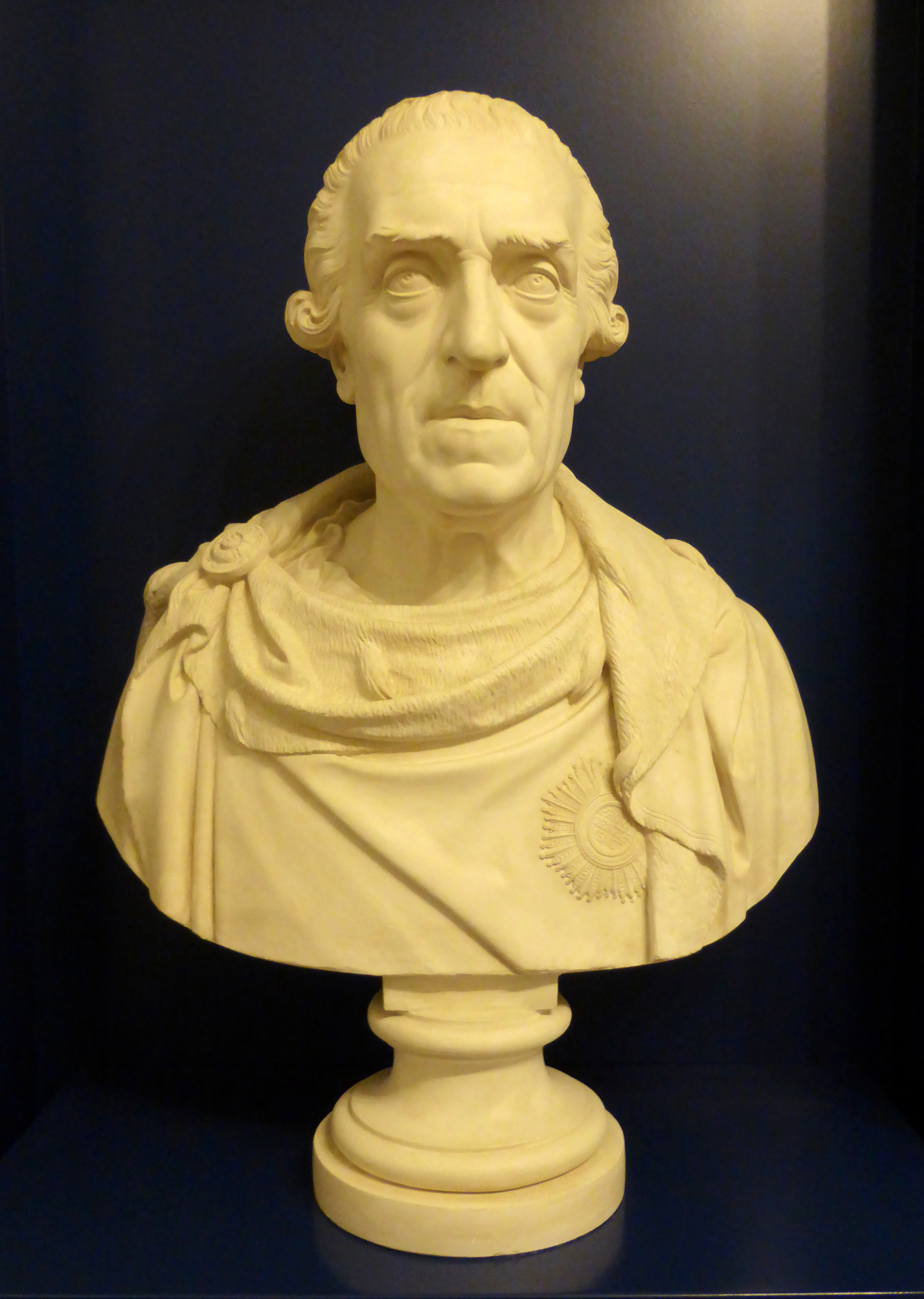
Büste vom Bildhauer Joseph Herrmann (1828)

Am 20. Dezember 1806 erfolgte die Ausrufung Friedrich Augusts zum König von Sachsen. Nach dem Frieden von Tilsit, den Friedrich Wilhelm III. von Preußen und Zar Alexander I. von Russland im Juli 1807 mit Napoleon geschlossen hatten, wurde Friedrich August außerdem zum Herzog von Warschau ernannt. Friedrich August, der die vom Sejm angetragene erbliche Königswürde 1791 abgelehnt hatte, konnte sich diesmal nicht verweigern. Die von Napoleon am 22. Juli 1807 zu Dresden diktierte Verfassung für das Herzogtum Warschau verband in Artikel 5 – hierin anknüpfend an die polnische Verfassung von 1791 – die Warschauer Herzogswürde erblich mit dem sächsischen Königshaus. Territorial war das Herzogtum Warschau nahezu identisch mit den 1792 und 1795 von Preußen annektierten polnischen Landesteilen.

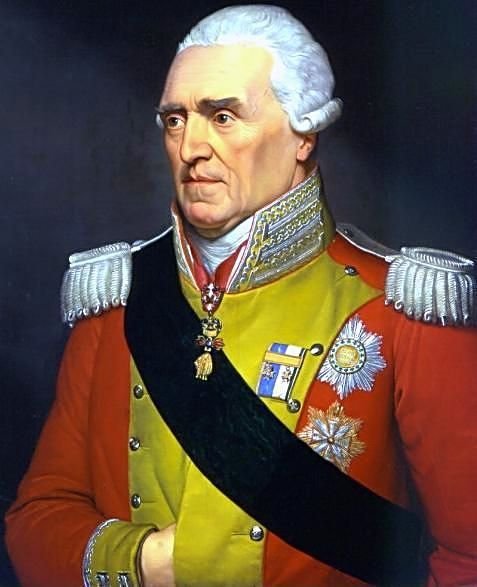
König Friedrich August I.

Nachdem Österreich während des Fünften Koalitionskrieges 1809 eine Niederlage erlitten hatte, zu der auch ein misslungener Feldzug gegen das Herzogtum beitrug, musste es im Frieden von Schönbrunn die 1795 einverleibten polnischen Landesteile an das Herzogtum und einen Teil des Gewinns von 1772 an Russland abtreten. Friedrich August, als Rheinbundfürst im Lager der Sieger, erhielt fortan die Hälfte der Einnahmen der Salzmine von Wieliczka, wodurch seine herzoglichen Schatullengelder von jährlich 0,167 auf 1,5 Millionen Taler anstiegen.
Im Juli 1812 bestätigte Friedrich August eine Proklamation des Warschauer Reichstags anlässlich des Einfalls Napoleons in Russland zur Wiederherstellung des Königreiches Polen, wogegen Napoleon rücksichtlich der mit ihm verbündeten Teilungsmächte Preußen und Österreich Protest einlegte.

### Lage und Haltung während des Befreiungskrieges

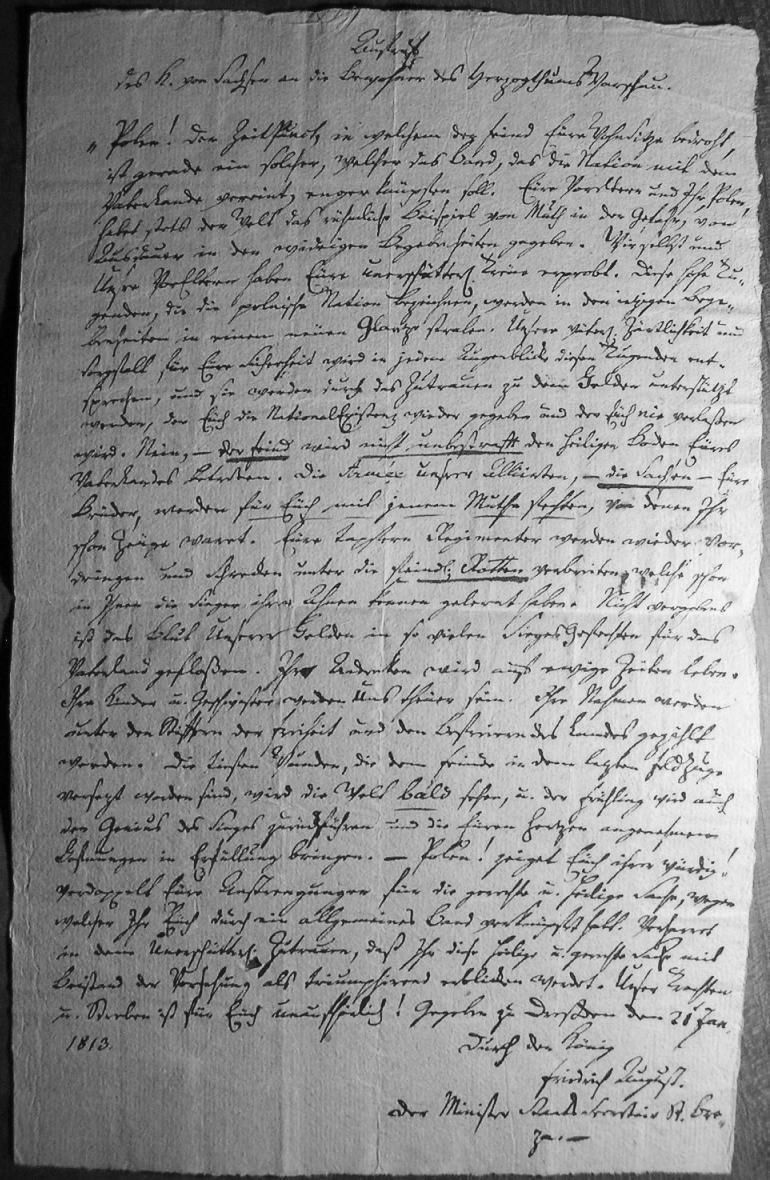
Aufruf des Königs von Sachsen an die Bewohner Warschaus am 21. Januar 1813

Als sich im Dezember 1812 infolge der Niederlage Napoleons im Russlandfeldzug mit der Konvention von Tauroggen ein Seitenwechsel Preußens anbahnte, rief Friedrich August am 21. Januar 1813 die Bewohner Warschaus zum Durchhalten auf (siehe rechts den Aufruf). Die geschlagenen französischen und polnischen Truppen zogen sich aus dem Herzogtum zurück und russische Truppen besetzten es. Am 28. Februar schlossen Preußen und Russland im Vertrag von Kalisch ein Offensiv- und Defensivbündnis gegen Napoleon zur Wiederherstellung Preußens im „früheren Zustand“ und zur Aufteilung des Herzogtums Warschau. Am 17. März 1813 erklärte Preußen an Frankreich den Krieg und rief sein Volk zu den Waffen. Damit löste Preußen die Befreiungskriege aus. Am 9. April, eine Woche nach dem Gefecht bei Lüneburg, forderten die Verbündeten Friedrich August auf, sich ihnen anzuschließen. Um sich einer Entscheidung zu entziehen, hatte sich dieser, als die preußisch-russischen Truppen in Sachsen einrückten, über Regensburg ins österreichische Prag begeben, wo er am 20. April einen Bündnisvertrag mit dem mittlerweile faktisch neutralen Österreich abschloss. Nachdem Friedrich August den sächsisch-österreichischen Vertrag sofort den Verbündeten bekannt gegeben hatte, sahen ihn diese als Feind an.
Nachdem er am 2. Mai die preußisch-russischen Truppen bei Großgörschen geschlagen hatte, forderte Napoleon, dem die Absetzbewegung Friedrich Augusts nicht verborgen geblieben war, ihn ultimativ zur Rückkehr nach Sachsen auf. Angesichts der vermeintlichen Niederlage der preußisch-russischen Koalition, die Anfang Juni mit Napoleon den Waffenstillstand von Pläswitz vereinbarte, und ohne Aussicht auf konkrete österreichische Hilfe, entschloss sich Friedrich August, dem Ultimatum nachzukommen.
Friedrich Augusts Entscheidung brachte dem Land jedoch kaum noch Erleichterung. Napoleon, verärgert durch den halben Abfall des Königs und zugleich angewiesen auf die vollständige Mobilisierung aller verfügbaren Kräfte gegen die Koalitionstruppen, nahm nun die Ressourcen Sachsens unnachsichtig in Anspruch. Während des Waffenstillstands scheiterte der Friedenskongress von Prag. Während der Mitte August wiedereröffneten Feindseligkeiten litt Sachsen unter dem wechselnden Kriegsglück und den damit verbundenen Durchzügen und Einquartierungen. Ende August gelang es den Verbündeten in der Schlacht um Dresden erneut nicht, Napoleon zu schlagen. Sachsen war mittlerweile Hauptkriegsschauplatz, Dresden Mittelpunkt der Bewegungen der französischen Armee. Österreich schloss sich am 9. September im Bündnis von Teplitz der preußisch-russischen Koalition an; als vor der erweiterten Koalition Napoleons Truppen auch in Sachsen den Rückzug antraten, kam es noch im September zu ersten Übertritten aus der sächsischen Armee zu den Verbündeten. Offen drohte Napoleon dem König, er werde Sachsen als feindliches Gebiet betrachten und entsprechend behandeln, sollte Friedrich August die Seiten wechseln. Friedrich Augusts Handlungsspielraum war folglich stark eingeschränkt, wollte er nicht leichtfertig das Wohl des Landes aufs Spiel setzen. In ihm lebte noch sehr die Erinnerung, dass Preußen ihn 1806 einfach im Stich gelassen hatte, und wohl auch angesichts der Erfahrungen mit Österreich enttäuscht, mochte er der erweiterten Koalition nicht sofort beitreten, zumal das Land nach wie vor dem französischen Zugriff ausgesetzt war.
In die Völkerschlacht bei Leipzig zogen im Oktober 1813 die sächsischen wie auch die polnischen Truppen deshalb an der Seite Napoleons. Angesichts der sich abzeichnenden Niederlage der Franzosen gingen aber noch während der Schlacht größere sächsische Truppenteile zur Koalition über, wohingegen die polnischen Truppen weitgehend aufgerieben wurden.

### Schicksal bis zum Wiener Kongress
Nach der Völkerschlacht zeigten die preußisch-russischen Verbündeten kein Interesse an einem Bündnis mit dem sächsischen König im weiteren Kampf gegen Napoleon, ungeachtet entsprechender Angebote Friedrich Augusts. Vielmehr wurde der König sofort in die Gefangenschaft nach dem Berliner Stadtschloss, ab Juli 1814 ins Schloss Friedrichsfelde bei Berlin geführt und Sachsen unter russisch-preußische Kuratel in Gestalt eines Generalgouvernements der Hohen Verbündeten Mächte gestellt. Nicht das vom russischen Fürsten Repnin bis zum 8. November 1814 ausgeübte Gouvernement, wohl aber die anschließende, bis zum 6. Juni 1815 dauernde preußische Besatzung und das schroffe Auftreten des Freiherrn vom Stein sorgten in Sachsen für Missmut.
Auf dem Wiener Kongress sollte Friedrich August, dem – anders als etwa den Vertretern Frankreichs – die Teilnahme untersagt war, gleichsam stellvertretend für die Bündnispartner Napoleons abgestraft werden. Mehr noch als die schwierige geopolitische Lage, das wechselnde Kriegsglück, der fehlende Beistand Österreichs und zuletzt auch die zögerliche Haltung des sächsischen Königs wurde Friedrich August wie dem Land wohl die Tatsache zum Verhängnis, dass Preußen für seine Kriegsanstrengungen und die an Russland überlassenen polnischen Gebiete mit der Annexion Sachsens entschädigt werden sollte. Preußens Griff nach dem reichen, kulturell und wirtschaftlich höher entwickelten Sachsen resultierte freilich nicht aus irgendeiner Notwendigkeit zur Überwindung der napoleonischen Fremdherrschaft, sondern entsprach nur dem alten Einverleibungstraum, den Friedrich II. in seinem politischen Testament von 1752 entwickelt und bereits im Siebenjährigen Krieg zu verwirklichen gesucht hatte.
Dass es nicht zur völligen Auflösung Sachsens kam, lag an der Furcht Österreichs und Frankreichs vor einem übermäßigen Erstarken Preußens. Nachdem der Kongress an der sächsischen Frage zu zerbrechen drohte, gingen die verhandelnden Parteien auf den österreichischen Vorschlag ein, Sachsen zu teilen.

### Zustimmung zur Wiener Nachkriegsordnung
Friedrich August, der erst im Februar 1815 aus der preußischen Gefangenschaft entlassen wurde, zögerte lange, in die Spaltung des Landes einzuwilligen. Da dem König freilich keine Wahl blieb, gab er schließlich nach und willigte am 18. Mai in den ihm vorgelegten Friedensvertrag mit Preußen und Russland ein. Mit der Unterzeichnung des Vertrages am 21. Mai 1815 fielen gut 57 Prozent des sächsischen Territoriums und gut 42 Prozent der sächsischen Bevölkerung an den nördlichen Nachbarn.
Orte und Gebiete, die seit Hunderten von Jahren mit der sächsischen Landesherrschaft verbunden waren, wurden völlig fremden, zum Teil erst künstlich gebildeten Verwaltungsregionen einverleibt: Wittenberg etwa, die alte Hauptstadt des sächsischen Kurstaates und Sitz der durch Luther und Melanchthon weltberühmten Landesuniversität (die schon 1817 durch „Zusammenlegung“ mit der preußischen Universität Halle aufgehoben wurde), oder Torgau, Geburtsort und Residenzstadt Kurfürst Friedrichs des Weisen, wurden in ein von Preußen neu geschaffenes Hybrid namens „Provinz Sachsen“ eingefügt. Die Niederlausitz, die wie die Oberlausitz unter sächsischer Herrschaft ihre verfassungsmäßige Eigenständigkeit bewahrt hatte, wurde der preußischen Provinz Brandenburg einverleibt und hörte auf, als Land zu bestehen. Die Oberlausitz wurde willkürlich zerteilt: die an Preußen abgetretenen Gebiete, darunter Görlitz, neben der Hauptstadt Bautzen (die bei Sachsen verblieb) jahrhundertelang Zentrum des Landes, wurden abgetrennt und der benachbarten Provinz Schlesien zugeschlagen; auch diese Gebiete verloren, anders als der unter sächsischer Herrschaft verbleibende Landesteil, ihre verfassungsmäßige Eigenständigkeit.
Am 22. Mai 1815 leistete Friedrich August außerdem Verzicht auf das Herzogtum Warschau, dessen Gebiet hauptsächlich von Russland, aber auch von Preußen und Österreich annektiert wurde. Auf dem Russland zugeteilten Gebiet wurde ein Königreich Polen errichtet, das in erblicher Personalunion mit dem Zaren verbunden wurde. Gegenüber dem 1807 errichteten Herzogtum und mehr noch im Vergleich zum alten polnischen Königreich war dieses in Wien verabredete „Königreich“ also ein Rumpfgebilde. Nur der alten Königsstadt Polens wurde als Republik Krakau eine formale Selbständigkeit zuerkannt. Die innere Autonomie, die das Königreich zunächst genoss, beseitigte Russland nach der Niederschlagung der polnischen Erhebung von 1830/31.

## König von Sachsen

### Ansehen im Volk bei der Heimkehr

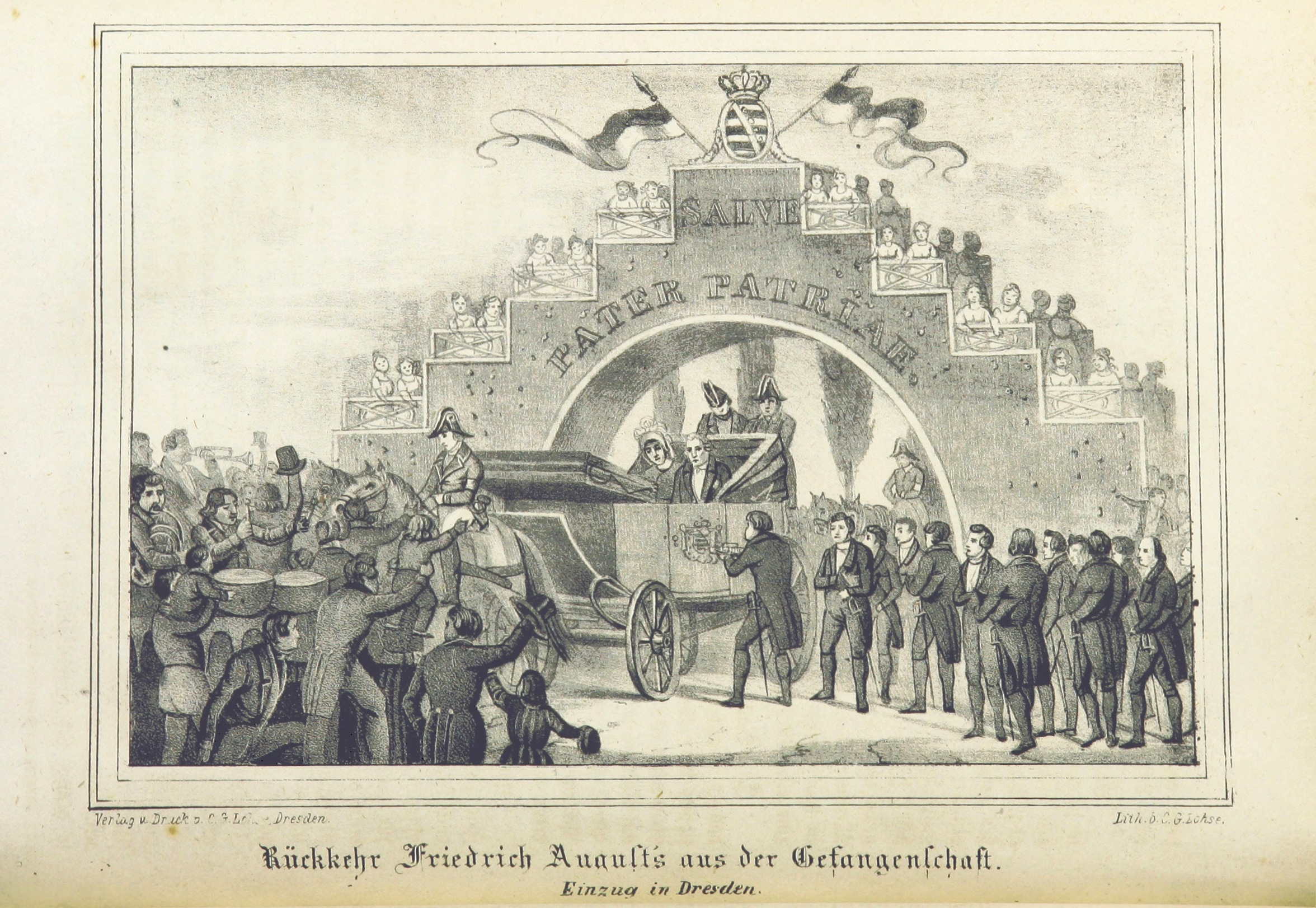
Rückkehr Friedrich Augusts aus der Gefangenschaft am 7. Juni 1815, Empfang in Dresden durch die am Pirnaischen Tore aufgebaute Ehrenpforte mit dem Schriftzug Salve Pater patriae

Als Friedrich August im Juni 1815 nach Sachsen heimkehrte, wurde er im ganzen Land begeistert begrüßt. Zahlreiche Treuebekenntnisse erreichten den König auch aus den abgetretenen Gebieten, wo sich die Bevölkerung kühl gegen die neuen Machthaber verhielt; der Begriff „Muss-Preuße“ machte hier bald die Runde. In Lüttich, wo Anfang 1815 die meisten Regimenter der sächsischen Armee lagen, kam es Ende April zur Revolte, als Blücher auf Geheiß des preußischen Königs bereits die Soldaten, die aus den zu annektierenden Gebieten stammten, aus der sächsischen Armee ausgliedern sollte, ohne dass die Mannschaften von Friedrich August ihren Abschied erhalten hatten. Die sächsischen Soldaten gerieten darüber in Aufruhr; Blücher musste aus der Stadt fliehen und konnte die Revolte nur durch zusätzlich beigezogene preußische Truppen niederschlagen.

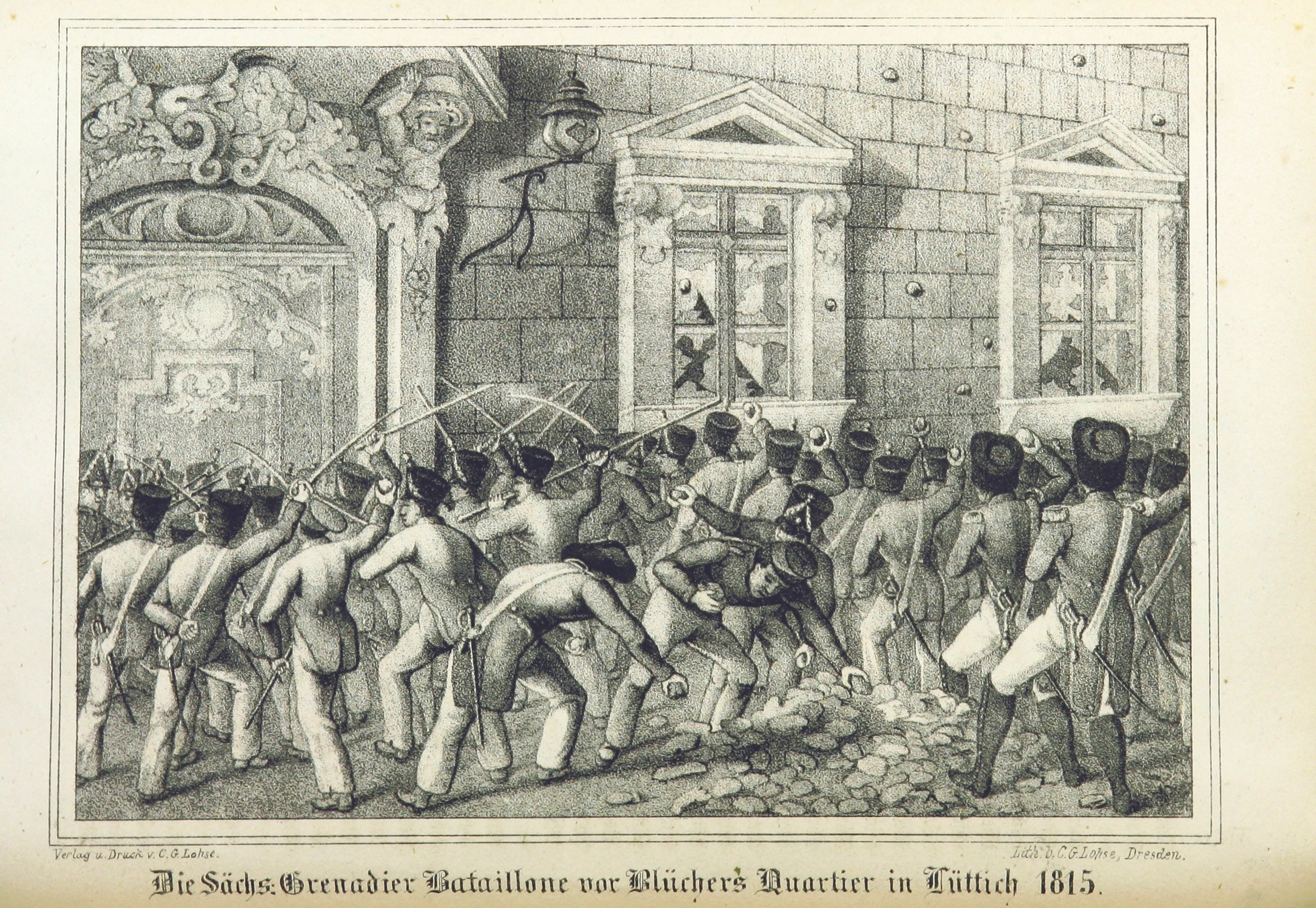
Die Sächsischen Grenadier Bataillone revoltieren vor Blüchers Quartier in Lüttich April 1815

Die Sympathie der öffentlichen Meinung lag bei der Rückkehr des Königs also deutlich auf Friedrich Augusts Seite. Allzu rücksichtslos erschien in Sachsen die preußische Politik gegen das Land wie gegen den König. Allzu befremdlich wirkte auch das Pathos, mit dem Berliner Partikularinteressen als Vermächtnis des Befreiungskrieges ausgegeben wurden und das etwa Hardenberg weiter bemühte, um noch die „Entschädigung“ Preußens mit dem Rheinland für das nur halb gewonnene Sachsen zu legitimieren, nachdem der hauptsächlich von ihm und Stein mit Russland verabredete Kalischer Annexionsplan auf dem Wiener Kongress nicht „eins zu eins“ hatte durchgesetzt werden können.
Erst spätere Generationen haben auch in Sachsen gelernt, die Haltung Friedrich Augusts im Befreiungskrieg mit Ablehnung zu betrachten – dies vor allem unter dem Einfluss der propreußischen Geschichtsschreibung Heinrich von Treitschkes, deren Bilder und Wertungen lange Zeit den akademischen Diskurs, die politische Publizistik und den schulischen Geschichtsunterricht bestimmten, zu Zeiten der deutschen Teilung gerade auch in der DDR.

### Haltung und Ansehen während der letzten Regierungsjahre

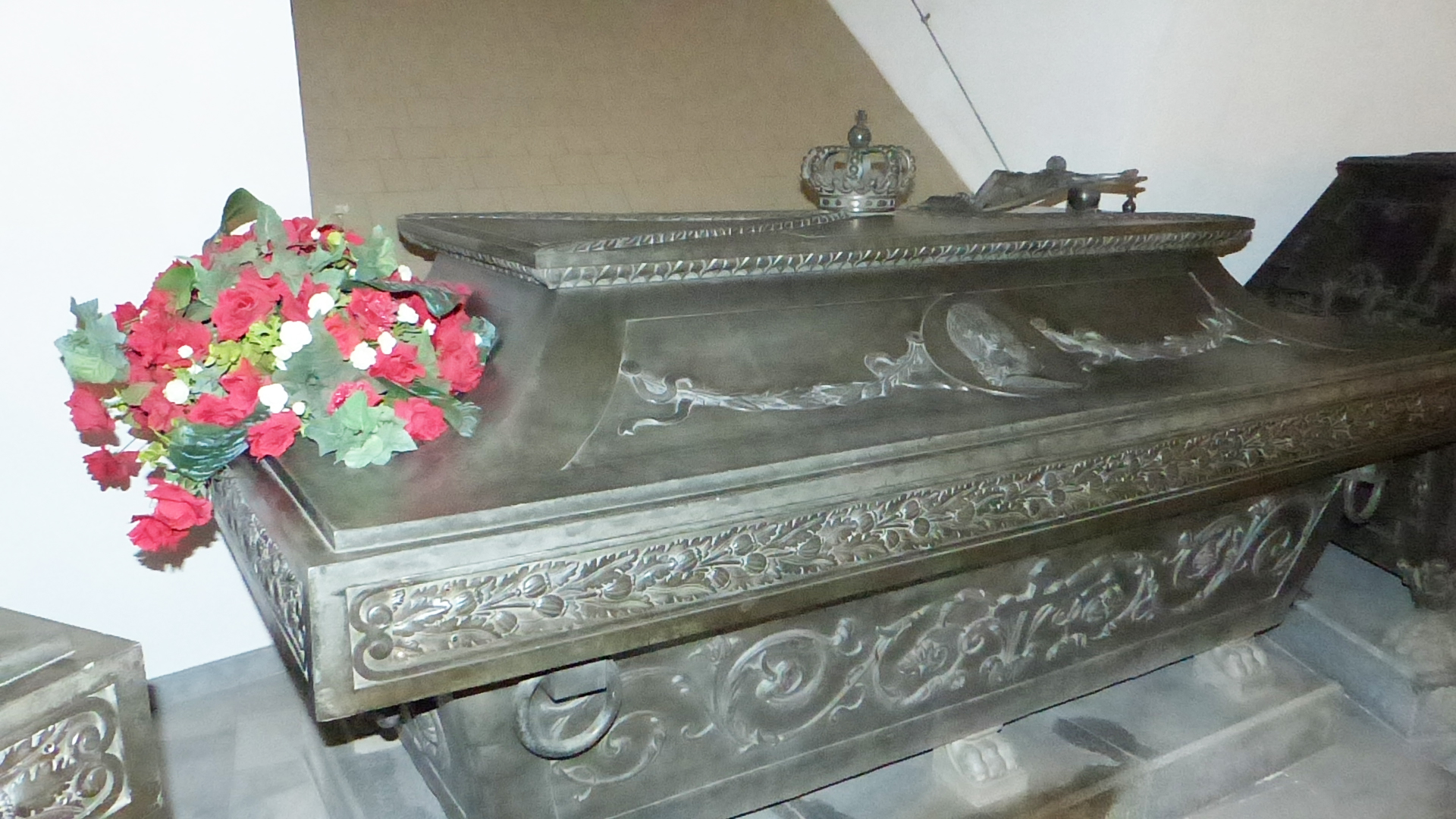
Sarkophag für Friedrich August I. in der Stiftergruft der Wettiner-Gruft

Die letzten zwölf Jahre der Regierung Friedrich Augusts verliefen weitgehend still. Der konservative Charakter des Königs, der sich außenpolitisch bis 1806 in Sachsens unbedingter Reichstreue manifestiert hatte, verstärkte sich nach den erlebnis- und verlustreichen Jahren der napoleonischen Hegemonie noch mehr. Für Neuerungen der Verfassung oder in Verwaltung und Politik war der König nicht zu gewinnen. Bis zu seinem Tod 1827 kam deshalb die verfassungsmäßige Vereinheitlichung des sächsischen Staates, der sich der König wohl schon aus Respekt vor den Rechten der bei Sachsen verbliebenen oberlausitzischen Stände versagte, ebenso wenig voran, wie die von vielen Landesbewohnern gewünschte Erweiterung der ständischen Körperschaften hin zu einer echten Volksvertretung. Der Verehrung für den greisen Landesherrn, der die Geschicke Sachsens mehr als ein halbes Jahrhundert bestimmte, tat dies freilich kaum Abbruch. Noch zu Lebzeiten wurde Friedrich August der Beiname „der Gerechte“ zugelegt. Den Unmut über die im Vergleich zur wirtschaftlichen und gesellschaftlichen Entwicklung des Landes verzögerte Weiterentwicklung des Staatsaufbaus bekam erst Friedrich Augusts Bruder, der – bei seinem Regierungsantritt freilich gleichfalls greise – König Anton zu spüren.
Friedrich August wurde in der Wettiner-Gruft der Katholischen Hofkirche in Dresden beigesetzt.

## Ehrungen

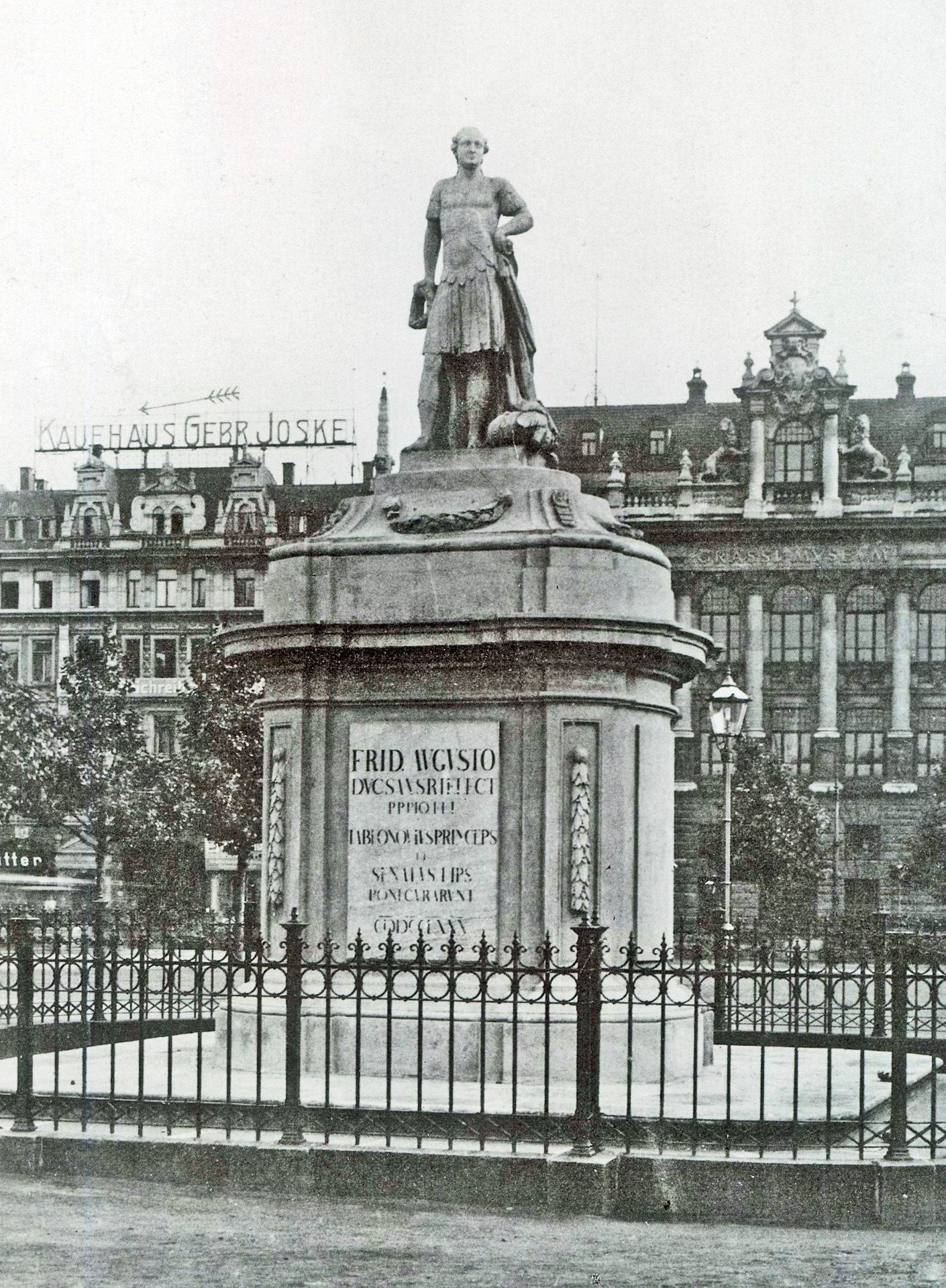
Friedrich-August-Denkmal auf dem Leipziger Königsplatz (um 1910)

- Königsdenkmal auf dem Königsplatz in Leipzig (seit 1780, von Adam Friedrich Oeser und Johann Carl Friedrich Dauthe), seit 1936 im Park des Gohliser Schlösschens. Der monumentale Denkmalsockel von Dauthe ist nicht erhalten.
- Illuminierte Festarchitektur in Leipzig von Johann Carl Friedrich Dauthe, 1808 anlässlich des Einzugs des Königs.
- Den 1816 geprägten Taler mit dem königlichen Brustbild in einem unvollständig dargestellten Uniformrock nannte man spöttisch Schlafrocktaler.
- Friedrich August Säule auf dem Keulenberg. Der Obelisk wurde im Jahre 1818, anlässlich eines Volksfestes zum 50-jährigen Thronjubiläum des Königs errichtet. (1948 von SED-Parteischülern zerstört, wiedererrichtet 1994)
- Benennung des Augustusplatzes in Leipzig (seit 1837, von 1945 bis Oktober 1990: Karl-Marx-Platz)
- Friedrich-August-Denkmal (von Ernst Rietschel, 1843–1929 im Dresdner Zwinger, dann beim Japanischen Palais in Dresden), 2004 wurde die Umsiedlung auf den Schloßplatz beschlossen, am 29. Mai 2008 wurde das Denkmal in einer feierlichen Zeremonie auf dem Schloßplatz geweiht.
- Friedrich August Stolln
- König Friedrich August Höhe bei Sayda (735,7 m über NN)
- Die Jagdsäule bei Marienberg erinnert an eine große Jagdveranstaltung im Jahr 1773
- Die Pflanzengattungen Wettinia Poepp., Wettinella O.F.Cook & Doyle  und Wettiniicarpus Burret aus der Familie der Palmen (Arecaceae) sind ihm zu Ehren benannt.[2]

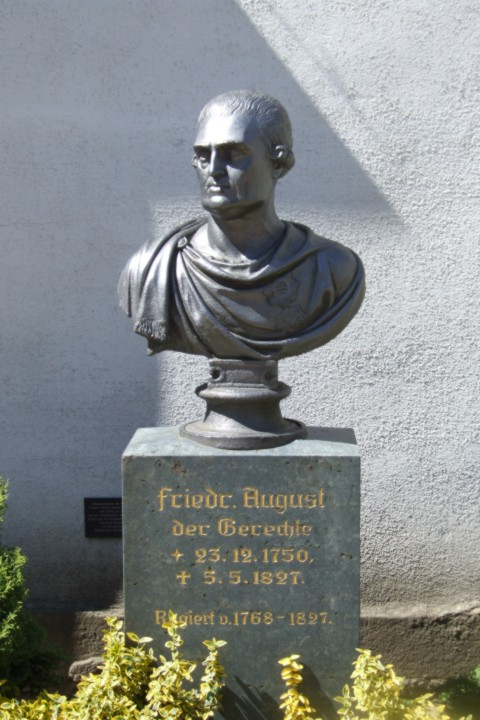
Sockel mit Büste Friedrich Augusts auf dem Schwedenstein
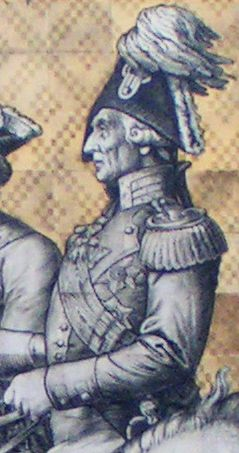
Friedrich August der Gerechte (Dresden, Fürstenzug)
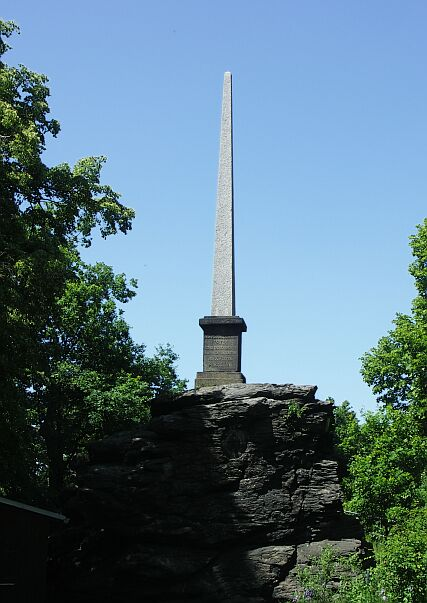
Augustobelisk auf dem Keulenberg
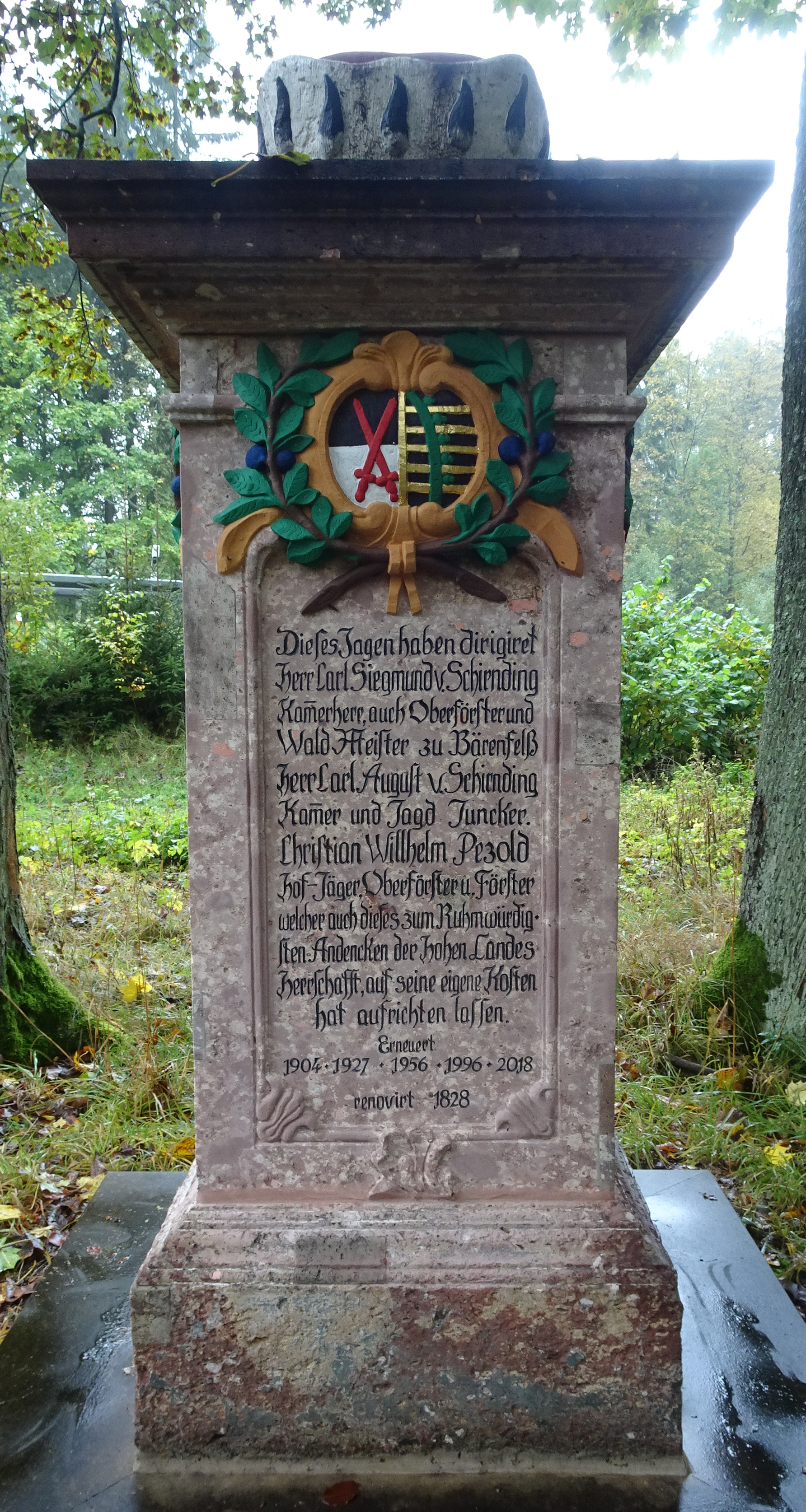
Jagdsäule bei Marienberg

## Familie

### Ehe und Nachkommen
Im Jahr 1769 heiratete Friedrich August die Pfalzgräfin Maria Amalie Auguste von Zweibrücken-Birkenfeld-Bischweiler, eine Nichte der pfälzischen Kurfürstin Elisabeth Auguste. Die Ehe galt als harmonisch.
Amalie brachte vier Kinder zur Welt, davon waren drei Totgeburten, nur die Tochter Augusta erreichte das Erwachsenenalter:
- ein Kind (*/† 1771)
- ein Kind (*/† 1775)
- Maria Augusta Nepomucena Antonia Franziska Xaveria Aloysia (* 21. Juni 1782 in Dresden; † 14. März 1863 in Dresden)
- ein Kind (*/† 1797)

Nachfolger als König wurde 1827 Friedrich Augusts Bruder Anton von Sachsen.

## Vorfahren
| Ahnentafel Friedrich August I. | Ahnentafel Friedrich August I.                                                                   | Ahnentafel Friedrich August I.                                                                                | Ahnentafel Friedrich August I.                                                                   | Ahnentafel Friedrich August I.                                                                                      | Ahnentafel Friedrich August I.                                                                    | Ahnentafel Friedrich August I.                                                                   | Ahnentafel Friedrich August I.                                                                   | Ahnentafel Friedrich August I.                                                                                      |
| ------------------------------ | ------------------------------------------------------------------------------------------------ | --- | ------------------------------------------------------------------------------------------------ | --- | ------------------------------------------------------------------------------------------------- | ------------------------------------------------------------------------------------------------ | ------------------------------------------------------------------------------------------------ | --- |
| Ururgroßeltern                 | Kurfürst Johann Georg III. (1647–1691) ⚭ 1666 Anna Sophie von Dänemark und Norwegen (1647–1717)  | Markgraf Christian Ernst von Brandenburg-Bayreuth (1644–1712) ⚭ 1671 Sophie Luise von Württemberg (1642–1702) | Kaiser Leopold I. (1640–1705) ⚭ 1676 Eleonore Magdalene von der Pfalz (1655–1720)                | Herzog Johann Friedrich von Braunschweig-Calenberg (1625–1679) ⚭ 1668 Benedicta Henriette von der Pfalz (1652–1730) | Kurfürst Ferdinand Maria von Bayern (1636–1679) ⚭ 1652 Henriette Adelheid von Savoyen (1636–1679) | König Johann III. Sobieski (1629–1696) ⚭ 1665 Maria Kazimiera Sobieska (1641–1716)               | Kaiser Leopold I. (1640–1705) ⚭ 1676 Eleonore Magdalene von der Pfalz (1655–1720)                | Herzog Johann Friedrich von Braunschweig-Calenberg (1625–1679) ⚭ 1668 Benedicta Henriette von der Pfalz (1652–1730) |
| Urgroßeltern                   | König August II. (1670–1733) ⚭ 1693 Christiane Eberhardine von Brandenburg-Bayreuth (1671–1727)  | König August II. (1670–1733) ⚭ 1693 Christiane Eberhardine von Brandenburg-Bayreuth (1671–1727)               | Kaiser Joseph I. (1678–1711) ⚭ 1699 Wilhelmine Amalie von Braunschweig-Lüneburg (1673–1742)      | Kaiser Joseph I. (1678–1711) ⚭ 1699 Wilhelmine Amalie von Braunschweig-Lüneburg (1673–1742)                         | Kurfürst Maximilian II. Emanuel (1662–1726) ⚭ 1695 Therese Kunigunde von Polen (1676–1730)        | Kurfürst Maximilian II. Emanuel (1662–1726) ⚭ 1695 Therese Kunigunde von Polen (1676–1730)       | Kaiser Joseph I. (1678–1711) ⚭ 1699 Wilhelmine Amalie von Braunschweig-Lüneburg (1673–1742)      | Kaiser Joseph I. (1678–1711) ⚭ 1699 Wilhelmine Amalie von Braunschweig-Lüneburg (1673–1742)                         |
| Großeltern                     | König August III. (1696–1763) ⚭ 1719 Maria Josepha von Österreich (1699–1757)                    | König August III. (1696–1763) ⚭ 1719 Maria Josepha von Österreich (1699–1757)                                 | König August III. (1696–1763) ⚭ 1719 Maria Josepha von Österreich (1699–1757)                    | König August III. (1696–1763) ⚭ 1719 Maria Josepha von Österreich (1699–1757)                                       | Kaiser Karl VII. (1697–1745) ⚭ 1722 Maria Amalia von Österreich (1701–1756)                       | Kaiser Karl VII. (1697–1745) ⚭ 1722 Maria Amalia von Österreich (1701–1756)                      | Kaiser Karl VII. (1697–1745) ⚭ 1722 Maria Amalia von Österreich (1701–1756)                      | Kaiser Karl VII. (1697–1745) ⚭ 1722 Maria Amalia von Österreich (1701–1756)                                         |
| Eltern                         | Kurfürst Friedrich Christian von Sachsen (1722–1763) ⚭ 1747 Maria Antonia von Bayern (1724–1780) | Kurfürst Friedrich Christian von Sachsen (1722–1763) ⚭ 1747 Maria Antonia von Bayern (1724–1780)              | Kurfürst Friedrich Christian von Sachsen (1722–1763) ⚭ 1747 Maria Antonia von Bayern (1724–1780) | Kurfürst Friedrich Christian von Sachsen (1722–1763) ⚭ 1747 Maria Antonia von Bayern (1724–1780)                    | Kurfürst Friedrich Christian von Sachsen (1722–1763) ⚭ 1747 Maria Antonia von Bayern (1724–1780)  | Kurfürst Friedrich Christian von Sachsen (1722–1763) ⚭ 1747 Maria Antonia von Bayern (1724–1780) | Kurfürst Friedrich Christian von Sachsen (1722–1763) ⚭ 1747 Maria Antonia von Bayern (1724–1780) | Kurfürst Friedrich Christian von Sachsen (1722–1763) ⚭ 1747 Maria Antonia von Bayern (1724–1780)                    |
| Friedrich August I.            |                                                                                                  | |                                                                                                  | |                                                                                                   |                                                                                                  |                                                                                                  | |

## Filme
- Sachsen am Abgrund – Friedrich August I. und Napoleon aus der Reihe Geschichte Mitteldeutschlands des MDR 2013.